# Rozalin (powiat koniński)
Rozalin – wieś w Polsce położona w województwie wielkopolskim, w powiecie konińskim, w gminie Rychwał.
W latach 1975–1998 miejscowość należała administracyjnie do województwa konińskiego. 
Zobacz też: Rozalin, Rozalinowo